# Sanjiang-Ebene
Sanjiang-Ebene (chinesisch 三江平原, Pinyin Sānjiāng Píngyuán, englisch Sanjiang Plain – „Drei-Flüsse-Ebene“) ist eine Ebene in der Nordost-Mandschurei. Sie liegt im Osten der im Nordosten Chinas gelegenen Provinz Heilongjiang und besteht aus den Einzugsgebieten der drei Flüsse Sungari, Ussuri und Amur.

## Han- und Wei-zeitliche Stätten der Drei-Flüsse-Ebene
Die Han- und Wei-zeitliche Stätten der Drei-Flüsse-Ebene (Sanjiang Pingyuan Han Wei shiqi yizhi 三江平原汉魏时期遗址) in Jiamusi stehen auf der Liste der Denkmäler der Volksrepublik China (5-34), auch die Qinglongshan-Siedlungsstätte (Qinglongshan chengzhi 青龙山城址) im Kreis Baoqing sowie die Donghui-Stätte (Donghui yizhi 东辉遗址) im Kreis Jixian – beide aus der Zeit der Han-Dynastie bis Drei Reiche – zählen dazu.